# Iglesia de Santa María (Lillehammer)
La Iglesia de Santa María (en noruego: Mariakirken på Lillehammer) es un edificio religioso que pertenece a la iglesia católica y constituye el templo de la parroquial de Santa María en Lillehammer  la capital administrativa y mayor ciudad de la provincia de Oppland en el sur de Noruega. La parroquia incluye el condado de Oppland y el municipio de Ringsaker en el condado de Hedmark. La iglesia se encuentra en Suttestad, una zona al sur de la ciudad de Lillehammer .
La iglesia fue construida en 1970 según los planos de arquitecto Carl Corwin. La iglesia fue establecida el mismo año, después de haber sido un capilla privada desde 1956. Después de 40 años en 2010, la iglesia fue consagrada por el obispo Bernt Eidsvig . A continuación, el altar fue consagrado con las reliquias, y la iglesia se puso en marcha oficialmente.